# Шабад, Анатолий Ефимович
Анато́лий Ефи́мович Шабад (род. 8 мая 1939, Москва) — российский физик и политический деятель, депутат Верховного Совета и Государственной думы России.
Родился в семье учёных, армянин, отец — инженер, мать — биолог. Окончил Физический факультет МГУ им. М. В. Ломоносова (1962), работал в Физическом институте им. П. Н. Лебедева РАН младшим научным, старшим научным, ведущим научным сотрудником отдела теоретической физики. Доктор физико-математических наук (1986).
Был сопредседателем Клуба избирателей Академии наук СССР, одним из основателей и членом Совета представителей Московского объединения избирателей, членом Координационного совета движения «Демократическая Россия». В 1989 году стал доверенным лицом академика А. Д. Сахарова на выборах в Верховный Совет СССР. На выборах в Верховный Совет РСФСР в 1990 году сам стал кандидатом от демократических сил и был избран от избирательного округа № 37 (Москва) — 28,1 % голосов в первом туре, 50,5 % во втором туре. В Верховном Совете входил во фракции «Радикальные демократы» и «Коалиция реформ», был членом Комитета по свободе совести, вероисповеданию, милосердию и благотворительности, членом Комиссии Совета Национальностей по национально-территориальному устройству и межнациональным отношениям. Один из авторов Декларации о государственном суверенитете РСФСР.
В 1993 году избран депутатом Государственной думы России первого созыва по списку избирательного блока «Выбор России» (выборы в Подольском одномандатном округе № 113 проиграл). Входил во фракцию «Выбор России», был членом Комитета по образованию, культуре и науке. В марте 1994 года член инициативной группы по созданию партии Демократический выбор России (ДВР). Был избран членом политсовета, председателем Московской областной организации ДВР.
В качестве депутата неоднократно бывал в «горячих точках» армяно-азербайджанского конфликта в 1990—1991 годах и первой чеченской войны. В октябре-ноябре 1993 года был членом рабочей группы Конституционной комиссии.
После окончания депутатских полномочий продолжает работу в Физическом институте им. П. Н. Лебедева в должности ведущего научного сотрудника отделения теоретической физики.
Также продолжает общественно-политическую деятельность. Входил в состав политсовета Союза правых сил. Участвовал в выборах в Государственную думу в 1995 году по одномандатному округу № 112 (Подольск), занял 7 место из 17 кандидатов (5,80 % голосов) и в 1999 году по одномандатному округу № 107 (Люберцы), занял 6 место из 13 кандидатов (5,29 % голосов).
Являлся председателем Совета Музея А. Сахарова и Центра «Мир, прогресс, права человека им. Андрея Сахарова».
Женат, имеет двух детей.